# Zatrephes olivenca
Zatrephes olivenca là một loài bướm đêm thuộc phân họ Arctiinae, họ Erebidae.